# Heptathela kanenoi
Heptathela kanenoi är en spindelart som beskrevs av Ono 1996. Heptathela kanenoi ingår i släktet Heptathela och familjen ledspindlar. Inga underarter finns listade i Catalogue of Life.